# 蔡璧名
蔡璧名（1965年2月9日—），生於台北市，中國思想史學者，專治醫家及道家經典。現為國立臺灣大學中國文學系教授，曾7度獲選國立臺灣大學優良教師。

## 生平
蔡璧名生於醫學世家，曾祖父與祖父皆為中醫師，外祖父為西醫師；父母皆畢業於國立臺灣大學藥學系，為執業藥師，開設藥局。父蔡肇祺為近代太極拳宗師鄭曼青之嫡傳弟子。蔡璧名為家中么女，其上有一兄一姐。
蔡畢業於國立中興大學中文系後，入國立臺灣師範大學國文所碩士班，事師禮學專家周何教授，1991年獲碩士學位，復考入國立臺灣大學中文所博士班，事師中國思想史專家林麗真教授，亦受教於張亨、彭毅、葉國良、方瑜教授，1995年30歲時獲博士學位，翌年留系任教。博士班期間，專治《黃帝內經》、《傷寒論》、《神農本草》等醫家經典；後轉向道家思想研究，以《莊子》及莊學研究為主。
2007年，蔡璧名確診罹患子宮頸癌第三期。經五個月療養後，腫瘤消失，返回臺大任教。

## 學術榮譽及獎勵
- 1998年，獲行政院國家科學委員會甲種獎勵。
- 1999年，獲行政院國家科學委員會甲種獎勵。
- 2001年，獲行政院國家科學委員會甲種獎勵。
- 2001年，獲國立臺灣大學優良教師。
- 2002年，獲國立臺灣大學優良教師。
- 2003年，獲國立臺灣大學優良教師。
- 2004年，獲國立臺灣大學文學院教學優良教師。
- 2005年，獲國立臺灣大學文學院教學優良教師。
- 2006年，獲國立臺灣大學優良教師。
- 2006年，獲國立臺灣大學共通及服務性課程教學傑出教師。
- 2007年，開設之通識課程「醫家經典選讀（一）」通識課程獲國立臺灣大學共同教育委員會個別型通識教育改進計畫第1學期績優計畫。

## 著作

### 期刊論文
- 〈道家起源綜論〉，《中國文學研究》，7期，頁161-186，臺北：臺灣大學中國文學研究所，1993年5月。
- 〈五行系統中的色彩──試論色彩因何存在於系統化五行說中〉，臺灣師範大學國文研究所碩士論文修訂稿；師大國文系研究所集刊，37號，頁141-334，臺北：臺灣師範大學國文研究所，1993年6月。
- 〈感應與道德──從判比儒、道與《易傳》的成德功夫論「道德」開展的另一種模式〉，《國立編譯館館刊》，26卷2期，頁1-25，1997年12月。
- 〈《本草備要》中的認識觀──以《本草備要》為中心重審陰陽五行理論〉，《中醫典籍學報》，2期，1999年12月。
- 〈重審陰陽五行理論：以本草學的認識方法為中心〉，《臺大中文學報》，12期，頁285-364，2000年5月。
- 〈身體認識：文化傳統與醫家──以《黃帝內經素問》為中心論古代思想傳統中的身體觀〉，《中國典籍與文化論叢》，6輯，頁219-255，2000年10月。
- 〈莊子「乘天地之正而御六氣之辯」新詮（上）〉，《大陸雜志》，102卷4期，頁154-159，2001年4月。
- 〈莊子「乘天地之正而御六氣之辯」新詮（下）〉，《大陸雜志》，102卷5期，頁193-221，2001年5月。
- 〈疾病場域與知覺現象：《傷寒論》中「煩」證的身體感〉，《臺大中文學報》，23期，頁61-104，2005年12月。
- 〈身外之身：《黃庭內景經》注中的兩種真身圖像〉，《思與言》，44卷1期，頁131-196，2006年3月。
- 〈「守靜督」與「緣督以為經」──一條體現《老》、《莊》之學的身體技術〉，《臺大中文學報》，34期，頁1-54，2011年6月。
- 〈《莊子》的感情：以親情論述為例〉，《臺大中文學報》，49期，頁43-98，2015年6月。
- 〈《莊子》書中專家的身體感：一箇道家新研究視域的開展〉，《漢學研究》第33卷第4期，頁73-108，2015年12月。
- 〈大鵬誰屬：解碼〈逍遙遊〉中大鵬隱喻的境界位階〉，《中國文哲研究集刊》第48期，頁1-58，2016年3月。
- 《身體與自然──以《黃帝內經素問》為中心論古代思想傳統中的身體觀》（1996年5月博士論文修訂稿），臺大《文史叢刊》之102，臺北：臺灣大學出版委員會，1997年4月。
- 〈疾病場域與知覺現象：《傷寒論》中的「煩」證的身體感〉，余舜德主編《體物入微：物與身體感的研究》，新竹：清華大學出版社，頁165-203，2008年12月。
- 〈當莊子遇見Tal Ben-Shahar：莊子的快樂學程──兼論情境、情緒與身體感的關係〉，余舜德主編：《身體感的轉向》，頁227-246，臺北：臺大出版中心，2015年。

### 書籍
- 蔡璧名. . 建宏出版社. 1997年9月二版一刷. ISBN 978-9578132015 请检查|isbn=值 (帮助).
- 蔡璧名. . 天下雜誌. 2015年8月26日. ISBN 978-9863980964.
- 蔡璧名. . 天下雜誌. 2016年2月24日. ISBN 978-9863981473.
- 蔡璧名. . 天下雜誌. 2016年10月7日. ISBN 978-9863981824.
- 蔡璧名. . 天下雜誌. 2017年1月23日. ISBN 978-9863982289.
- 蔡璧名. . 天下雜誌. 2018年1月3日. ISBN 978-9863983088.
- 蔡璧名. . 聯經出版公司. 2018年7月19日. ISBN 978-9570851434.
- 蔡璧名. . 平安文化. 2019年2月26日. ISBN 978-9579314237.
- 蔡璧名. . 平安文化. 2019年10月28日. ISBN 978-9579314404.
- 蔡璧名. . 天下雜誌. 2020年7月7日. ISBN 978-9579314404.